# Corriere dei Piccoli
Pour les articles homonymes, voir Piccoli.

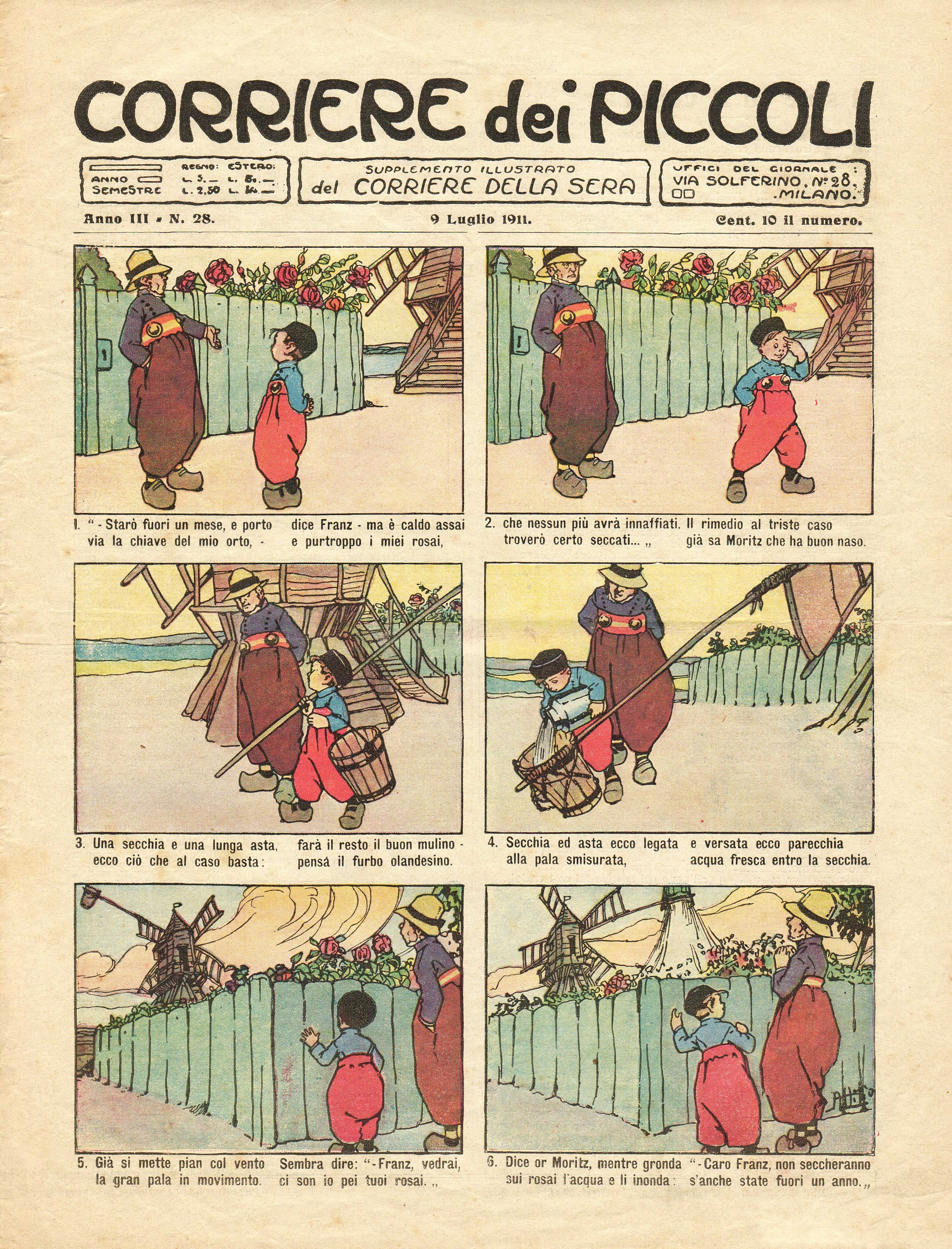
Couverture du Corriere dei piccoli du 9 juillet 1911

Le Corriere dei Piccoli (en italien Courrier des petits), parfois surnommé Corrierino, était un hebdomadaire pour les enfants, publié en Italie de 1908 à 1995. 
Il fut le premier périodique italien à publier régulièrement de la bande dessinée.
Le premier numéro, paru le 27 décembre 1908, était un supplément illustré du quotidien Corriere della Sera.

## Référence
1. ↑  Corriere dei Piccoli, in Fondazione Franco Fossati, Museo del fumetto e della comunicazione 2003